# سيليسترا
سِلِسْتِرَة (بالتركية: سلستره؛ بالبلغارية: Силистра) مدينة تقع في شمال شرق بلغارستان و تقع على الضفة الجنوبية لنهر الدانوب و مجاورة للحدود مع رومانيا.

## توأمة
لسيليسترا اتفاقيات توأمة مع كل من:
- ليسكوفاتس
- Kikinda [الإنجليزية]‏
- كالاراش
- خميلنيتسكي
- دوناوجفاروس
- درسدن
- ليدا
- لولة برغوس [الإنجليزية]‏
- Promissão [الإنجليزية]‏
- رجيف
- سلوبوزيا
- فيليس

## أعلام
- مارسيل دينو
- أيتيوس
- ستانيمير مارينوف